# Theodora Elizabeth Lynch
Theodora Elizabeth Lynch (ur. 1812, zm. 1886) – angielska powieściopisarka i poetka. Byłą córką posiadacza rozległej plantacji na Jamajce Arthura Foulksa i jego żony Mary Ann McKenzie. W 1835 roku poślubiła prawnika Henry'ego Marka Lyncha. Kiedy mąż autorki zmarł na żółtą febrę, powróciła ona do Anglii i oddała się pracy pisarskiej.